# 中東素男
中東 素男（なかひがし もとお、1924年1月16日 - 2014年 ）は、日本の経営者。大阪府出身。

## 来歴・人物
1941年に江田島の海軍兵学校に入学し、1949年に大阪大学工学部応用化学科を卒業し、同年に宇部興産（現：UBE）に入社。1975年11月に取締役に就任し、常務、専務を経て、1988年6月に副社長に就任し、1991年6月に社長に昇格した。1995年6月に会長に就任し、1999年6月から相談役を務めた。
2001年から化学工学会会長を1年間務めた。